# Discocyrtus granulatus
Discocyrtus granulatus es una especie de arácnido  del orden Opiliones de la familia Gonyleptidae que vive en Brasil.